# Parc del Plistocè
El Parc del Plistocè és un projecte d'experiment ecològic i de protecció del clima amb suport científic a la Sibèria oriental al curs inferior del riu Kolimà  al sud de l'assentament de Txerski.
L'objectiu del projecte és reduir el desglaç del permafrost, que està accelerant l'escalfament global, mitjançant la restauració de l'ecosistema de pastures de l'Àrtic del Plistocè tardà que abans era típic d'aquesta zona mitjançant la reintroducció de grans herbívors -basat en el concepte del Resilvestrament plistocè i la hipòtesi dels megaherbívors. Amb aquesta finalitat, els cavalls iacuts, els rens i els ants es van instal·lar en una zona tancada de 144 Km² A la tardor del 2010, es van afegir bous mesquers de l'illa de Wrangel, a la primavera del 2011, el bisó europeu i l'uapití de l'Altai, i el 2021 camells bactrians i cabres. A més, s'està considerant la introducció del tigre siberià.
El projecte es va posar en marxa l'any 1996 pel científic rus Sergei Simow. El seu fill Nikita Simow ara també ajuda en la gestió del parc.

## Restauració de la tundra estepària

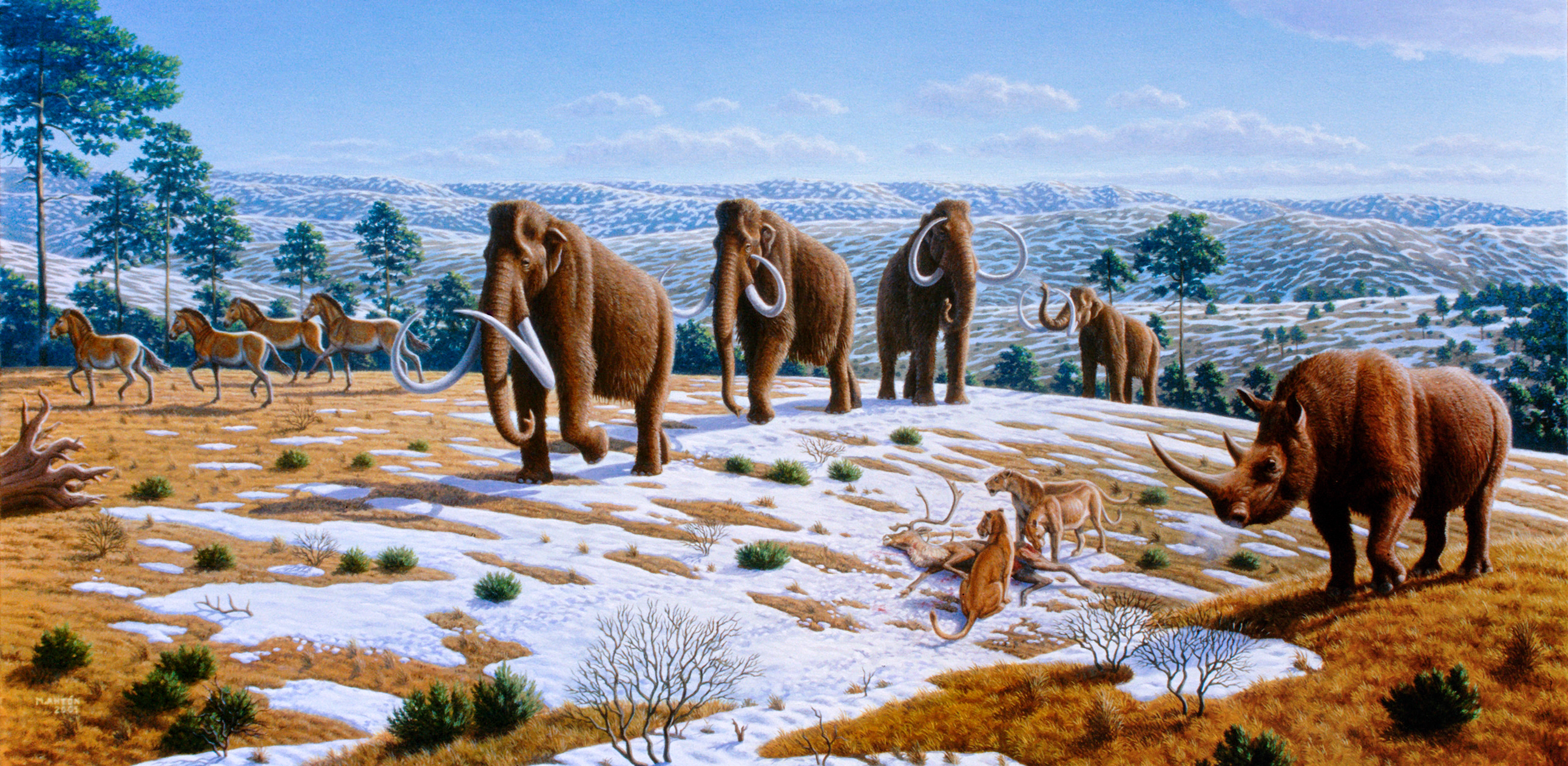
Fauna del Plistocè

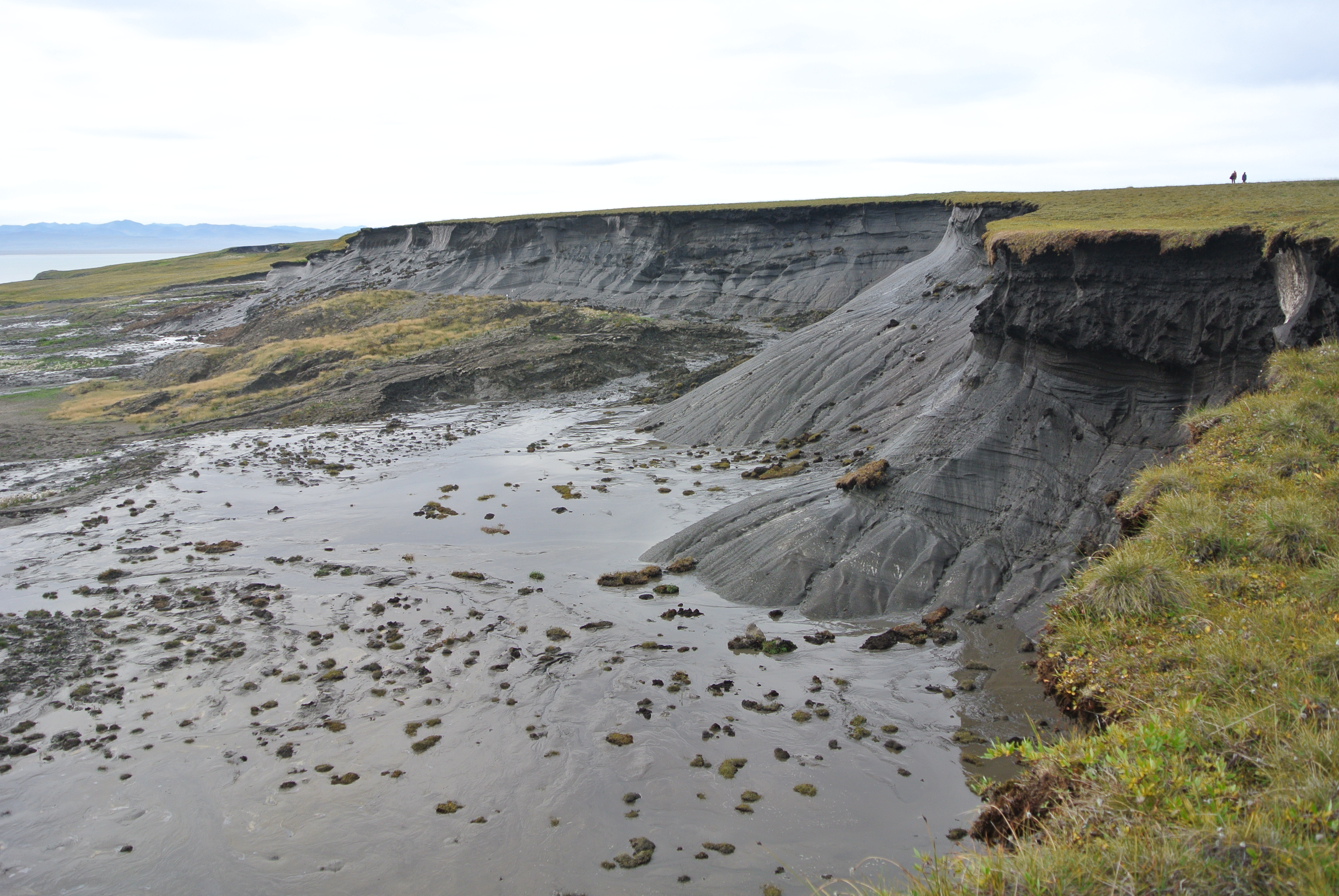
Permafrost en fusió

Se suposa que les zones de la tundra i la taigà del parc es transformen per la gran quantitat d'animals de pastura en una estepa de mamuts, que al final del Plistocè , juntament amb nombroses espècies animals grossos van desaparèixer. Una tanca pretén evitar que els animals surtin de la zona fins que s'estableixin les seves poblacions. La gent ja s'està jugant amb la introducció del mamut llanut com el personatge més important de l'estepa de mamuts, si algun dia pogués ressuscitar mitjançant mètodes d'enginyeria genètica.

## Reducció de l'escalfament global
L'Experiment del Parc del Plistocè no només tracta de ressuscitar la tundra estepària (una estepa freda herbosa) amb la seva fauna megaherbívora, sinó també un element important en el context de prevenir (o almenys retardar) l'escalfament global. Hi ha aproximadament el doble de carboni lligat al permafrost àrtic que el diòxid de carboni disponible actualment a l'atmosfera global. Com a resultat de l'escalfament global, ara el permafrost es comença a descongelar i allibera el carboni lligat, en part com a diòxid de carboni, però també en una mesura significativa com a gas metà, que té un efecte d'hivernacle que és moltes vegades més fort que el diòxid de carboni. En restaurar la tundra de l'estepa amb la seva alta densitat d'animals, s'hauria d'evitar o almenys retardar la descongelació del permafrost i, per tant, s'hauria de frenar l'escalfament global. La teoria subjacent és que, d'una banda, els ramats de megaherbívors destrueixen la capa de neu aïllant a l'hivern i, per tant, el sòl es pot refredar significativament més i, d'altra banda, que la tundra de l'estepa creada pels megaherbívors té una albedo (reflexió de la llum solar) molt més alta durant tot l'any que la tundra i la taigà existents, de manera que el sòl s'escalfa menys.

## Grandària i gestió
El Parc del Plistocè és una reserva natural científica de 20 km² (Sakasnik) que consta de matolls de salze, pastures, pantans, boscos i una varietat de llacs. La temperatura mitjana al gener ronda els −33 °C i al juliol +12 °C; la pluja anual és de 200-250 mm.
El parc és propietat i gestionat per una corporació sense ànim de lucre, la Pleistocene Park Association, formada pels ecologistes de l'Estació Científica del Nord-est de Chersky i el Grassland Institute de Iakutsk. L'actual zona del parc va ser cedida a l'associació per l'Estat i està exempta d'impostos sobre béns immobles. La reserva està envoltada per una zona d'amortiment de 600 km², que el govern regional preveu afegir al parc un cop els animals s'hagin establert amb èxit.
La Fundació Plistocè i Permafrost va ser fundada a Alemanya l'any 2019 per Michael Kurzeja i Bernd Zehntbauer i es considera un pont entre la ciència, la política, les empreses i la societat. Es preocupen pel finançament del projecte, busquen donacions en espècie, com ara tractors, vehicles comercials i camionetes, per construir el parc i financen altres projectes de recerca amb l'Institut Max Planck. Dirk Steffens i Anabel Ternès estan implicats com a ambaixadors.
El juliol de 2015 es va fundar la US Pleistocene Park Foundation, una organització sense ànim de lucre (registrada a Pennsilvània, EUA, amb l'estatus 501(c)) dedicada a l'adquisició de dedicada a donacions privades per finançar el Parc del Plistocè. Fins aleshores, el parc del Plistocè s'havia finançat únicament amb els fons dels fundadors, una pràctica cada cop més inadequada.

## Animals que pasturen al parc
Actualment hi ha animals de pastura de nombroses espècies a la zona del parc, alguns dels quals ja vivien a la regió abans de la creació del parc. S'estima el nombre exacte d'animals.
- 5-15 ants: els ants són una espècie autòctona. Alguns animals ja s'han integrat al parc amb la tanca de la gran zona.
- 40 cavalls iakutians: els cavalls iakutians semisalvatges són originaris de la regió. Van ser portats al parc l'any 1996.
- 15 bestiar calmuc: un grup de bestiar calmuc va venir al parc per primera vegada el 2018.
- 20–30 rens - Els rens del parc provenen de la tundra, a uns 100 quilòmetres al nord del parc del Plistocè.
- 12 bisons americans: el primer grup de bisons americans van ser portats al parc del Plistocè des de Dinamarca a la primavera de 2019.
- 3-4 bous mesquers: els bous mesquers van arribar al parc des de l'illa de Wrangel.
- 18 ovelles - Les ovelles van ser portades al parc el 2017.* 1 bisó
- 8 iacs - Els iacs van ser portats al parc des de la regió del llac Baikal a la primavera de 2017.

Els camells i les cabres també són al parc des del 2021.

## Documentals
- Grant Slater: Mammoth. Arxivat 2022-03-30 a Wayback Machine. Curt documental en anglès (durada: 26 min) encarregat per The Atlantic sobre el reportatge: Welcome to Pleistocene Park de Ross Andersen, 2017
- Barbara Lohr: Sibirien: Die Helden der Urzeit. Reportatge d'Arte, França 2017, durada: 36 min, disponible gratuïtament fins al 5 de novembre de 2037
- Nora Bergenthal, Frank Siegwart: Sibirien – Zurück in die Eiszeit. Terra X 2020, Durada: 43 min, disponible gratuïtament fins al 9 de febrer de 2023
- Denis Sneguirev: Zurück in die Eiszeit – Die Zimov-Hypothese. Arte, França 2021, durada: 91 min, pàgina d'inici de la pel·lícula: L'Hypothese Zimov – Le Film
- Luke Griswold-Tergis: Pleistocene Park. Documental, EUA 2022, Durada 100 min,